# 구운초등학교 (경기)
구운초등학교(九雲初等學校)는 대한민국 경기도 수원시 권선구 구운동에 위치한 공립 초등학교이다.

## 학교 연혁
- 1988.04.22 설립 인가
- 1989.03.01 초대 박달영 교장 취임
- 1991.02.12 제1회 졸업식(223명 졸업)
- 1996.03.01 '구운초등학교'로 교명 개칭
- 2009.02.02 꿈누리 도서관 개관
- 2009.08.31 English world 어학실 개관
- 2013.09.01 제11대 이근호교장선생님 취임
- 2015.02.16 제25회 졸업식(118명) 계7,620명
- 2015.03.02 26학급편성(특수학급 2학급 포함)

## 참고 문헌
- 구운초등학교 - 한국교육학술정보원 학교알리미

## 같이 보기
- 구운초등학교 축구단